# Les Nymphéas
Les Nymphéas est une série d'environ 250 peintures à l'huile impressionnistes élaborées par le peintre français Claude Monet pendant les 31 dernières années de sa vie. Ces peintures représentent le jardin de fleurs, et plus particulièrement le bassin de nénuphars, de la maison du peintre à Giverny (qui accueille aujourd'hui la fondation Claude Monet). Beaucoup de tableaux ont été peints tandis que l'artiste souffrait de la cataracte, qui aurait commencé à se développer progressivement à partir de 1908. Ces tableaux se présentent sous différentes formes (carrée, circulaire, rectangulaire, etc.) et avec des tailles très variables pouvant atteindre plusieurs mètres.
Une séquence cinématographique muette, originaire du documentaire Ceux de chez nous  (1915), qui a été préservé, montre Monet en discussion avec Sacha Guitry, puis peignant une de ses plus grandes toiles de nymphéas, debout, en plein air, à côté du bassin aux nymphéas de son jardin à Giverny.

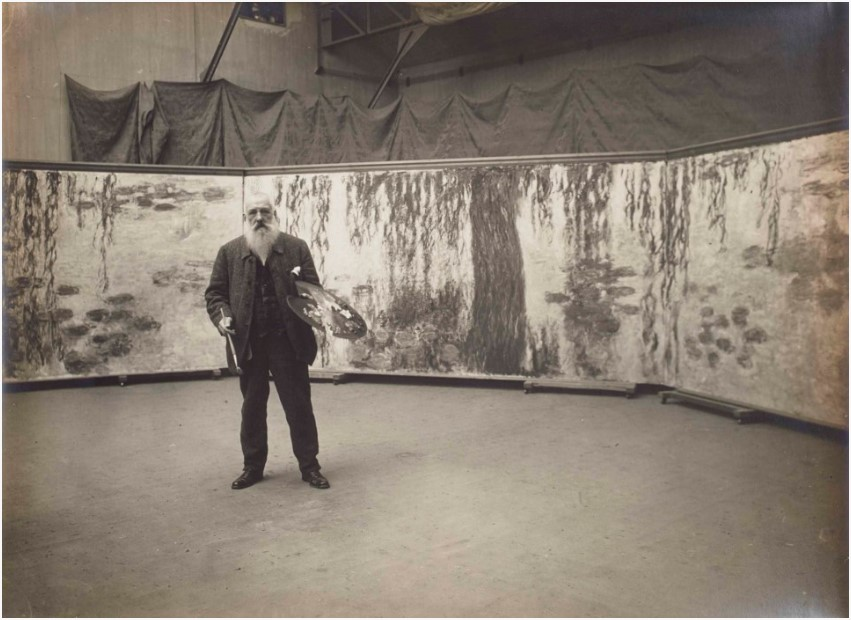
Claude Monet avec sa palette en face de son œuvre ‘Les nymphéas’, photo des années 1920, attribuée à Henri Manuel.

À Paris, les principaux lieux d'exposition des Nymphéas sont le musée de l'Orangerie, ainsi que le musée Marmottan et le musée d'Orsay, mais on retrouve des tableaux de Nymphéas dans les principaux musées du monde. En 1999, soixante tableaux de Nymphéas, venus du monde entier, ont été réunis pour une exposition spéciale au musée de l'Orangerie.

## Contexte
Quand il débute la série des Nymphéas, Monet avait déjà travaillé, depuis 1889, sur le principe de séries de peintures sur un même sujet, où seule la lumière varie. C'est ainsi qu'il avait réalisé dix tableaux de la Vallée de la Creuse, exposés à la galerie Georges Petit, la série Les Meules, la série des Cathédrales de Rouen, les tableaux de la Gare Saint-Lazare, et la série des Matinées, cette dernière lui ayant permis d'explorer tout le potentiel que pouvaient apporter les reflets aquatiques dans la construction des perspectives. Les Nymphéas de Monet font l’objet d’une étrange circulation des influences entre l’Occident et le Japon. En fait ces séries des œuvres de l’artiste français montrent sa fascination pour l’art japonais. Le Japonisme a commencé après l’ouverture du Japon aux Occidentaux dès 1853. Beaucoup de Français vont explorer ce pays et en rapporter des objets comme le thé, gravures, vêtement. Monet était fasciné par la culture japonaise. Il avait une grande collection d'estampes japonaises et le pont qui est souvent représenté dans la série de Nymphéas est un pont japonais.

## LesNymphéasde l'Orangerie
C’est avec Georges Clemenceau, que Claude Monet a choisi d’installer dans l'Orangerie du jardin des Tuileries, ce grand ensemble mural. Il y travailla à partir de 1914 et il en a amorcé le don à la France dès 1918. Pendant huit ans, ce projet fait l'objet de rudes négociations avec les pouvoirs publics, dans lesquelles Clemenceau a joué un rôle déterminant.
Pendant les années 1920, l'État français y a construit deux pièces ovales pour l'exposition permanente de ces huit peintures du bassin aux nénuphars par Monet. Ces huit compositions sont de même hauteur (2 m) mais de longueur variable (de 5,99 m à 17,00 m), réparties sur les murs. L’ensemble forme une surface d’environ 200 m2 qui en fait une des réalisations les plus monumentales du siècle. Monet a peint ces compositions pour qu'elles soient suspendues en cercle, comme si une journée ou les quatre saisons s'écoulaient devant les yeux du spectateur.
L'exposition a ouvert au public le 16 mai 1927, quelques mois après sa mort.

## Chronologie
- Mai 1895 : Monet commence à peindre les Nymphéas.
- Novembre 1901 : à Giverny l’artiste détourne l'Epte afin que l'eau de la rivière puisse alimenter ses besoins et fasse pousser ses plantes exotiques.
- 1902 : réel début de la série Les Nymphéas.
- 1906 : la série des Nymphéas progresse lentement. Monet remanie beaucoup, il détruit notamment de nombreux tableaux et ajourne l’exposition de la série.
- 6 mai - 5 juin 1909 : Paul Durand-Ruel expose quarante-huit toiles de Nymphéas.
- 1910 : agrandissement du bassin aux nymphéas.
- Juillet 1912 : diagnostic d’une double cataracte chez Monet.
- 1914 : encouragé par Clemenceau, Monet commence une série de panneaux décoratifs sur le thème des Nymphéas.
- 12 avril 1922 : Monet signe à Vernon, devant notaire, un acte de donation dans lequel il s’engage à remettre des panneaux des Nymphéas à l’État en avril 1924. Presque aveugle et désireux d’achever les panneaux, il se fait opérer des yeux.
- Février 1924 : Durand-Ruel expose plusieurs toiles récentes des Nymphéas à New York.
- 1924 : Clemenceau ajourne la livraison des panneaux à cause de la vue de Monet.
- 5 décembre 1926 : mort du peintre à l’âge de 86 ans à Giverny.
- 17 mai 1927 : inauguration officielle des Nymphéas au musée de l'Orangerie.

## Séries
Monet peint plusieurs séries sur ce thème : 
- Bassins aux nymphéas (1899-1900)
- Les Nymphéas, séries de paysages d'eau (1903-1908)
- Le Pont japonais (1918-1924) : le thème du pont est traité dès 1895 mais repris en 1918, la passerelle étant entre-temps recouverte d'arceaux de glycines.

## Liste chronologique et exhaustive des tableaux, selon catalogue raisonné
| Tableau | Titre | Date                   | Dimensions                   | Lieu d’exposition | Pays                | Catalogue Raisonné |
| --- | --- | ---------------------- | ---------------------------- | --- | ------------------- | ------------------ |
| | Le Pont japonais                                                                                            | 1895                   | 79 × 98 cm                   | Philadelphia Museum of Art | États-Unis          | W 1419a            |
| | |                        |                              | |                     |                    |
| | Nymphéas | 1897-1898              | 66 × 104 cm                  | Musée d'art du comté de Los Angeles (LACMA) | États-Unis          | W 1501             |
| | Nymphéas | 1897-1899              | 73 × 100 cm                  | Collection privée |                     | W 1502             |
| | Nymphéas | 1897-1899              | 100 × 100 cm                 | Collection privée |                     | W 1503             |
| | Nymphéas. Effet du soir                                                                                     | 1897                   | 73 × 100 cm                  | Musée Marmottan Monet (Paris) | France              | W 1504             |
| | Nymphéas | 1897-1899              | 75 × 100 cm                  | Collection privée |                     | W 1505             |
| | Nymphéas | 1897-1899              | 89 × 130 cm                  | Kagoshima City Museum of Art (en) (Kagoshima) | Japon               | W 1506             |
| | Nymphéas | 1897-1899              | 81 × 100 cm                  | Galerie nationale d'art moderne et contemporain (Rome) | Italie              | W 1507             |
| | Nymphéas | 1897-1898              | 130 × 152 cm                 | Collection privée |                     | W 1508             |
| Nymphéas et pont japonais | Nymphéas et pont japonais dit aussi: Le Bassin aux nymphéas                                                 | 1899                   | 89,5 × 90 cm                 | Musée d'art de l'université de Princeton | États-Unis          | W 1509             |
| | Le Bassin aux nymphéas                                                                                      | 1899                   | 93 × 90 cm                   | Collection privée |                     | W 1510             |
| "Water Lily Pond" (1899) by Claude Monet - Pola Museum of Art, Hakone, Japan                                                                     | Le Bassin aux nymphéas                                                                                      | 1899                   | 89 × 92 cm                   | Pola Museum of Art (Hakone) | Japon               | W 1511             |
| | Pont japonais et bassin aux nymphéas dit aussi: Le Bassin aux nymphéas                                      | 1899                   | 89 × 93 cm                   | Musée d'art de Philadelphie | États-Unis          | W 1512             |
| | Nymphéas blancs                                                                                             | 1899                   | 89 × 93 cm                   | Musée Pouchkine (Moscou) | Russie              | W 1513             |
| | Le Bassin aux nymphéas                                                                                      | 1899                   | 89 × 92 cm                   | Collection privée |                     | W 1514             |
| | Le Bassin aux nymphéas, harmonie verte                                                                      | 1898                   | 89 × 92 cm                   | Musée d'Orsay (Paris) | France              | W 1515             |
| | Le Bassin aux nymphéas                                                                                      | 1899                   | 88 × 93 cm                   | National Gallery (Londres) | Royaume-Uni         | W 1516             |
| | Le Pont japonais dit aussi : Le Bassin aux nymphéas                                                         | 1897                   | 81 × 102 cm                  | National Gallery of Art (Washington DC) | États-Unis          | W 1517             |
| | Pont au-dessus d'un bassin de nymphéas dit aussi: Le Bassin des nymphéas                                    | 1899                   | 93 × 74 cm                   | Metropolitan Museum of Art (New York) | États-Unis          | W 1518             |
| | Le Bassin aux nymphéas                                                                                      | 1899                   | ?                            | inconnu |                     | W 1519             |
| "Le Pont aux nymphéas" (1899) de Claude Monet - Musée Mohamed Mahmoud Khalil - Le Caire (W1520)                                                  | Le Pont aux nymphéas                                                                                        | 1899                   | 116 × 89 cm                  | Musée Mohamed Mahmoud Khalil (Le Caire) | Égypte              | W 1520             |
| | |                        |                              | |                     |                    |
| | Le Pont sur le bassin aux nymphéas, Giverny                                                                 | 1900                   | 89 × 100 cm                  | Art Institute of Chicago | États-Unis          | W 1628             |
| | Le Bassin aux nymphéas, harmonie rose                                                                       | 1900                   | 90 × 100 cm                  | Musée d'Orsay (Paris) | France              | W 1629             |
| | Le Bassin aux nymphéas                                                                                      | 1900                   | 90 × 93 cm                   | Musée des beaux-arts de Boston | États-Unis          | W 1630             |
| | Bassin aux nymphéas, les iris d’eau                                                                         | 1900                   | 89 × 92 cm                   | Collection privée |                     | W 1631             |
| | Le Bassin aux nymphéas, iris d'eau                                                                          | 1900                   | 89 × 100 cm                  | Collection privée |                     | W 1632             |
| | Bassin aux nymphéas et sentier au bord de l'eau                                                             | 1900                   | 89 × 100 cm                  | Collection privée |                     | W 1633             |
| | |                        |                              | |                     |                    |
| | Le Bassin des nymphéas                                                                                      | 1903                   | ?                            | inconnu |                     | W 1655             |
| | Le Bassin des nymphéas (nuages)                                                                             | 1903                   | 75 × 108 cm                  | Musée d'art de Dallas | États-Unis          | W 1656             |
| | Nymphéas | 1903                   | 81 × 100 cm                  | Dayton Art Institute (Ohio) | États-Unis          | W 1657             |
| | Nymphéas | 1903                   | 81 × 100 cm                  | Artizon Museum (Tokyo) | Japon               | W 1658             |
| | Le Bassin aux nymphéas                                                                                      | 1903                   | ?                            | inconnu |                     | W 1659             |
| | Nymphéas | 1903                   | 73 × 92 cm                   | Musée Marmottan Monet (Paris) | France              | W 1660             |
| "Nymphéas" (1903) de Claude Monet - Musée Marmottan Monet (W 1661)                                                                               | Nymphéas | 1903                   | 89 × 100 cm                  | Musée Marmottan Monet (Paris) | France              | W 1661             |
| | Nymphéas | 1904                   | 81 × 100 cm                  | Collection particulière (France), vente Sotheby's (Londres),19 juin 2007                                                                                                | France              | W 1662             |
| | Le Bassin aux nymphéas                                                                                      | 1903                   | ?                            | inconnu |                     | W 1663             |
| | Nymphéas | 1903                   | 90 × 96 cm                   | Musée d'art moderne André Malraux (Le Havre) | France              | W 1664             |
| | Nymphéas | 1903                   | 90 × 92 cm                   | Collection privée |                     | W 1665             |
| | Le Bassin des nymphéas                                                                                      | 1904                   | 88 × 91 cm                   | Musée d'art de Denver | États-Unis          | W 1666             |
| | Nymphéas anc. titre : L'Etang aux nymphéas                                                                  | 1904                   | 90 × 92 cm                   | anc.Musées Nationaux Récupération, dépôt au Musée des Beaux-Arts de Caen, Oeuvre spoliée restituée en 1999 aux héritiers de Paul Rosenberg                              |                     | W 1667             |
| | Bassin aux nymphéas, le pont                                                                                | 1905                   | 90 × 100 cm                  | Collection privée |                     | W 1668             |
| | Bassin aux nymphéas, le pont                                                                                | 1905                   | 95 × 100 cm                  | Collection privée |                     | W 1669             |
| | Bassin aux nymphéas, le pont                                                                                | 1905                   | 86 × 100 cm                  | Collection privée |                     | W 1670             |
| | Nymphéas | 1905                   | 89 × 100 cm                  | Musée des beaux-arts de Boston | États-Unis          | W 1671             |
| | Nymphéas | 1905                   | 89 × 99 cm                   | Collection particulière, vente Christie's (New York), 7 novembre 2012                                                                                                   |                     | W 1672             |
| | Nymphéas | 1905                   | 90 × 100 cm                  | Collection privée |                     | W 1673             |
| | Nymphéas | 1905-1906              | 90 × 100 cm                  | Collection privée |                     | W 1674             |
| | Nymphéas | 1905                   | 89 × 92 cm                   | Collection privée |                     | W 1675             |
| | Nymphéas | 1905                   | 89 × 100 cm                  | Collection privée, vente Christie's 1996 |                     | W 1676             |
| | Nymphéas | 1905                   | ?                            | inconnu |                     | W 1677             |
| | Nymphéas | 1905                   | 73 × 105 cm                  | Collection privée |                     | W 1678             |
| "Nymphéas" (1905) de Claude Monet (W 1679) | Nymphéas | 1905                   | 81 × 100,5 cm                | Collection particulière, vente Sotheby's 2015 |                     | W 1679             |
| | Nymphéas | 1905                   | 82 × 101 cm                  | Musée national du pays de Galles, Gwendoline Davies collection (Cardiff),                                                                                               | Pays de Galles      | W 1680             |
| | Nymphéas | 1905                   | 73 × 105 cm                  | Collection privée |                     | W 1681             |
| | Nymphéas | 1906-1907              | 73 × 100 cm                  | Collection privée |                     | W 1682             |
| | Nymphéas | 1906                   | 90 × 93 cm                   | Art Institute of Chicago | États-Unis          | W 1683             |
| "Waterlilies" (1906) by Claude Monet (W 1684) | Nymphéas | 1906                   | 88,5 × 100 cm                | Collection privée, vente Sotheby's 2014 |                     | W 1684             |
| "Waterlilies" (1906) by Claude Monet (W 1685) | Nymphéas | 1906                   | 81 × 92 cm                   | Collection privée, vente Sotheby's 2002 |                     | W 1685             |
| "Water-Lilies" (1906) by Claude Monet (W 1686)                                                                                                   | Nymphéas | 1906                   | 90 × 93 cm                   | Collection privée, vente Christie's 1999 vente Sotheby's 2002 |                     | W 1686             |
| | Nymphéas | 1906                   | 81 × 100 cm                  | Collection privée |                     | W 1687             |
| | Nymphéas | 1906                   | 82 × 93 cm                   | Musée national du pays de Galles, Gwendoline Davies collection (Cardiff),                                                                                               | Pays de Galles      | W 1688             |
| | Nymphéas | 1906                   | 73 × 92 cm                   | Musée d'Art Ohara (Kurashiki, Japon) | Japon               | W 1689             |
| "Water Lilies" (1907) by Claude Monet - Asahi Group Sanso Museum (W 1690)                                                                        | Nymphéas | 1907                   | 90 × 92 cm                   | Asahi Group Oyamazaki Villa Museum of Art (Zenihara, Oyamazaki) | Japon               | W 1690             |
| Nymphéas (1906) Claude Monet - Yamagata Art Museum, Yoshino Gypsum Collection                                                                    | Nymphéas | 1906                   | 81 × 92 cm                   | Collection Yoshino Gypsum en prêt permanent au Yamagata Museum of Art                                                                                                   | Japon               | W 1691             |
| | |                        |                              | |                     |                    |
| | Nymphéas | 1907                   | 89 × 130 cm                  | Collection Stavros S. Niarchos |                     | W 1694             |
| "Water-Lilies" (1906) by Claude Monet - Mohamed Mahmoud Khalil Museum - Cairo (W 1695)                                                           | Nymphéas | 1906                   | 81 × 100 cm                  | Musée Mohamed Mahmoud Khalil (Le Caire) | Égypte              | W 1695             |
| "Nymphéas" aka Water Lilies (1907) de Claude Monet - Wadsworth Atheneum Museum of Art (W 1696)                                                   | Nymphéas | 1907                   | 81 × 92 cm                   | Wadsworth Atheneum (Hartford, Connecticut) | États-Unis          | W 1696             |
| | Nymphéas | 1907                   | 90 × 93 cm                   | Musée des Beaux-Arts de Boston (Boston, Massachusetts) | États-Unis          | W 1697             |
| "Nymphéas" (1907) de Claude Monet (W 1698) | Nymphéas | 1907                   | 81 × 92 cm                   | Collection privée, vente Sotheby's 2022 |                     | W 1698             |
| "Water-lilies" (1907) by Claude Monet - Pola Museum of Art, Hakone (Japan)                                                                       | Nymphéas | 1907                   | 93 × 89 cm                   | Pola Museum of Art (Hakone) | Japon               | W 1699             |
| | Nymphéas | 1907                   | 100 × 90 cm                  | Collection privée |                     | W 1700             |
| | Nymphéas | 1907                   | Diam. 81 cm                  | Musée d'art moderne et contemporain - Saint-Étienne Métropole, anc. Musée d’Art et d’Industrie de Saint-Étienne,                                                        | France              | W 1701             |
| | Nymphéas | 1907                   | Diam. 81 cm                  | Collection privée |                     | W 1702             |
| | Nymphéas | 1907                   | 91 × 81 cm                   | Musée des beaux-arts de Houston | États-Unis          | W 1703             |
| | Nymphéas | 1907                   | 92 × 73 cm                   | Collection privée |                     | W 1704             |
| | Nymphéas | 1907                   | 92 × 73 cm                   | Collection privée |                     | W 1705             |
| | Nymphéas | 1907                   | 92 × 73 cm                   | Kawamura Memorial DIC Museum of Art (en) (Sakura, Chiba-shi, Japon) | Japon               | W 1706             |
| "Nymphéas" (1907) de Claude Monet (W 1707) | Nymphéas | 1907                   | 100 × 81 cm                  | Collection privée, vente Christie's 2014 |                     | W 1707             |
| "Nymphéas, temps gris" (1907) de Claude Monet (W 1708)                                                                                           | Nymphéas, temps gris                                                                                        | 1907                   | 100 × 73 cm                  | Collection privée, vente Christie's 2022 |                     | W 1708             |
| | Nymphéas | 1907                   | 106 × 73 cm                  | Collection privée |                     | W 1709             |
| | Nymphéas dit aussi : Bassin aux nymphéas                                                                    | 1907                   | 107 × 73 cm                  | Musée d'Israël, collection Sam Spiegel (Jérusalem), | Israël              | W 1710             |
| | Nymphéas | 1907                   | 93 × 82 cm                   | Collection privée |                     | W 1711             |
| | Nymphéas | 1907                   | 92 × 73 cm                   | Collection privée |                     | W 1712             |
| Nymphéas (1907) de Claude Monet - Kuboso Memorial Museum of Art, Izumi                                                                           | Nymphéas | 1907                   | 100 × 81 cm                  | Kuboso Memorial Museum of Art (Osaka, Japon) | Japon               | W 1713             |
| "Nymphéas" (1907) de Claude Monet - Musée Marmottan Monet (W 1714)                                                                               | Nymphéas | 1907                   | 100 × 73 cm                  | Musée Marmottan Monet (Paris) | France              | W 1714             |
| | Nymphéas | 1907                   | 100 × 73 cm                  | Artizon Museum (Tokyo) | Japon               | W 1715             |
| | Nymphéas | 1907                   | 106 × 73,5 cm                | Musée des beaux-arts de Göteborg | Suède               | W 1716             |
| "Nymphéas, étude" (1907) de Claude Monet - Musée Marmottan Monet (W 1717)                                                                        | Nymphéas, étude                                                                                             | 1907                   | 105 × 73 cm                  | Musée Marmottan Monet (Paris) | France              | W 1717             |
| | Nymphéas, reflets sur l'eau                                                                                 | 1907                   | 73 × 92 cm                   | Musée Albert André (BagnoIs-sur-Cèze) Volé en 1972 | France              | W 1718             |
| | Nymphéas au soleil couchant                                                                                 | 1907                   | 73 × 93 cm                   | National Gallery (Londres) | Royaume-Uni         | W 1719             |
| | Bassin aux nymphéas, esquisse                                                                               | 1907-1908              | 73 × 107 cm                  | Collection privée |                     | W 1720             |
| "Nymphéas" (1908) de Claude Monet (W 1721) | Nymphéas | 1908                   | 90 × 92 cm                   | Collection privée, vente Christie's 2008 |                     | W 1721             |
| | Nymphéas | 1908                   | 100 × 100 cm                 | Collection privée |                     | W 1722             |
| "Nymphéas" (1907) de Claude Monet (W 1723) | Nymphéas | 1907                   | huile sur toile 100 × 100 cm | Collection privée vente Christie's |                     | W 1723             |
| Claude Monet Nympheas, 1908 | Nymphéas | 1908                   | Diam. 81 cm                  | Musée Alphonse-Georges Poulain (Vernon, Eure) | France              | W 1724             |
| "Water Lilies" (1908) by Claude Monet - Callimanopulos Collection (W 1725)                                                                       | Nymphéas | 1908                   | 92 × 81 cm                   | Collection Callimanopulos, | Grèce ou États-Unis | W 1725             |
| | Nymphéas | 1908                   | 100 × 81 cm                  | Collection privée |                     | W 1726             |
| "Nymphéas" (1908) de Claude Monet (W 1727) | Nymphéas | 1908                   | 90 × 87 cm                   | Collection privée, vente Sotheby's 2019 |                     | W 1727             |
| "Water-Lilies" (1908) by Claude Monet (W 1728)                                                                                                   | Nymphéas | 1908                   | 92 × 89 cm                   | Collection privée, vente Sotheby's 2003 |                     | W 1728             |
| | Nymphéas | 1908                   | Diam. 80 cm                  | Musée d'art de Dallas | États-Unis          | W 1729             |
| | Nymphéas | 1908                   | 200 × 100 cm                 | Collection privée |                     | W 1730             |
| | Nymphéas | 1908                   | 100 × 90 cm                  | Tokyo Fuji Art Museum | Japon               | W 1731             |
| | Nymphéas | 1908                   | 101 × 81 cm                  | Musée national du pays de Galles, Gwendoline Davies collection (Cardiff)                                                                                                | Pays de Galles      | W 1732             |
| "Nymphéas" (1908) de Claude Monet (W1733) | Nymphéas | 1908                   | 92 × 90 cm                   | Worcester Art Museum (Massachusetts) | États-Unis          | W 1733             |
| | Nymphéas | 1908                   | 86 × 90 cm                   | Collection privée |                     | W 1734             |
| "Nymphéas" (1908) de Claude Monet (W 1735) | Nymphéas | 1908                   | 100 × 81 cm                  | Collection privée, vente Sotheby's 2015 |                     | W 1735             |
| | |                        |                              | |                     |                    |
| | Bassin aux nymphéas, les rosiers                                                                            | 1913                   | 73 × 100 cm                  | Collection privée |                     | W 1781             |
| | Nymphéas avec reflets de hautes herbes                                                                      | 1914-1917              | 130 × 200 cm                 | Collection privée, vente Sotheby's 2013 |                     | W 1782             |
| "Nymphéas" (1914-1917) de Claude Monet - Musée Marmottan Monet (W 1783)                                                                          | Nymphéas | 1914-1917              | 130 × 150 cm                 | Musée Marmottan Monet (Paris) | France              | W 1783             |
| | Nymphéas | 1914-1917              | 130 × 200 cm                 | Collection privée |                     | W 1784             |
| | Nymphéas | 1914-1917              | 130 × 200 cm                 | Collection privée |                     | W 1785             |
| | Nymphéas | 1914-1917              | 130 × 150 cm                 | Collection privée |                     | W 1786             |
| | Nymphéas | 1914-1917              | 135 × 145 cm                 | Collection privée |                     | W 1787             |
| | |                        |                              | |                     |                    |
| | Le Bassin aux Nymphéas                                                                                      | 1914-1919              |                              | Collection privée |                     |                    |
| | |                        |                              | |                     |                    |
| "Red Water-Lilies" (ca 1914-1917) by Claude Monet - Legion of Honor - San Francisco                                                              | Nymphéas rouges                                                                                             | 1914-1917              | 166 × 142 cm                 | California Palace of the Legion of Honor, musée des beaux-arts de San Francisco                                                                                         | États-Unis          | W 1788             |
| | Nymphéas | 1914-1917              | 175 × 135 cm                 | Collection privée |                     | W 1789             |
| | Nymphéas en fleur                                                                                           | 1914-1917              | 160 × 180 cm                 | Collection privée, vente Christie's 2018 |                     | W 1790             |
| "Nymphéas" (1914-1917) de Claude Monet - Musée Marmottan Monet (W 1791)                                                                          | Nymphéas | 1914-1917              | 151 × 201 cm                 | Musée Marmottan Monet (Paris) | France              | W 1791             |
| "Nymphéas" (1914-1917) de Claude Monet (W 1792)                                                                                                  | Nymphéas | 1914-1917              | 150 × 200 cm                 | Collection privée, vente Sotheby's 2004 |                     | W 1792             |
| "Water Lilies" (1914-1917) by Claude Monet - Asahi Group Sanso Museum (W 1793)                                                                   | Nymphéas | 1914-1917              | 150,5 × 200 cm               | Asahi Group Oyamazaki Villa Museum of Art (Zenihara, Oyamazaki) | Japon               | W 1793             |
| | Nymphéas | 1914-1917              | 131 × 95 cm                  | Gunma Prefectural Museum of Modern Art (Gunma) | Japon               | W 1794             |
| "Waterlilies" (1914-1915) by Claude Monet - Portland Art Museum (W 1795)                                                                         | Nymphéas | 1914-1917              | 160 × 180 cm                 | Portland Art Museum (Portland, Oregon) | États-Unis          | W 1795             |
| | Nymphéas | 1915 vers              | 151,5 × 201 cm               | Neue Pinakothek (Munich) | Allemagne           | W 1796             |
| "Nymphéas" (1914-1917) de Claude Monet - Musée Marmottan Monet (W 1797)                                                                          | Nymphéas | 1914-1917              | 130 × 153 cm                 | Musée Marmottan Monet (Paris) | France              | W 1797             |
| "Waterlilies" (1914-1917) by Claude Monet (W 1798)                                                                                               | Nymphéas | 1914-1917              | 132 × 84 cm                  | Collection privée, vente Sotheby's 2022 |                     | W 1798             |
| "Nymphéas" (1914-1917) de Claude Monet (W 1799)                                                                                                  | Nymphéas | 1914-1917              | 170 × 122 cm                 | Collection particulière, vente Christie's 2003 |                     | W 1799             |
| | Nymphéas | 1916                   | 200 × 200 cm                 | Musée national de l'art occidental (Tokyo) | Japon               | W 1800             |
| | Nymphéas blancs et jaunes                                                                                   | 1915-1917              | 200 × 200 cm                 | Kunst Museum Winterthur (Winterthour) | Suisse              | W 1801             |
| "Water Lilies" (1914-1917) by Claude Monet - Asahi Group Sanso Museum (W 1802)                                                                   | Nymphéas | 1914-1917              | 200 × 200 cm                 | Asahi Group Oyamazaki Villa Museum of Art (Zenihara, Oyamazaki) | Japon               | W 1802             |
| | Nymphéas | 1915-1917              | 200 × 200 cm                 | Hasso Plattner Collection, Musée Barberini (Berlin) | Allemagne           | W 1803             |
| | Nymphéas jaunes et lilas                                                                                    | 1914-1917 ou 1922      | huile sur toile 201 × 213 cm | Musée d'Art de Toledo | États-Unis          | W 1804             |
| | Nymphéas | 1914-1917              | 160 × 180 cm                 | Collection privée |                     | W 1805             |
| | Nymphéas | 1914-1917              | 130 × 165 cm                 | Collection privée |                     | W 1806             |
| | Nymphéas | 1914-1917              | 181 × 202 cm                 | Galerie nationale d'Australie (Canberra) | Australie           | W 1807             |
| | Nymphéas | 1914-1917              | 130 × 150 cm                 | Collection privée |                     | W 1808             |
| | Nymphéas | 1914-1917              | 135 × 145 cm                 | Collection privée |                     | W 1809             |
| | Nymphéas | 1914-1917              | 180 × 200 cm                 | Collection privée |                     | W 1810             |
| "Nymphéas" (1914-1917) de Claude Monet - Musée Marmottan Monet (W 1811)                                                                          | Nymphéas | 1914-1917              | 200 × 200 cm                 | Musée Marmottan Monet (Paris) | France              | W 1811             |
| | Nymphéas | 1914-1917              | 200 × 200 cm                 | Musée d'Art de Chichū (Naoshima) | Japon               | W 1812             |
| "Nymphéas" (1914-1917) de Claude Monet - NYU, anc. au MoMA (W 1813) - restoration digitale par Factum Foundation                                 | Nymphéas | 1914-1917              | 180 × 200 cm                 | anc. au Museum of Modern Art (New York) détruit par incendie en 1958, restes données au NYU Institute of Fine Arts, restoration digitale par Factum Foundation en 2017, | États-Unis          | W 1813             |
| | Nymphéas | 1914-1917              | 150 × 200 cm                 | Collection privée |                     | W 1814             |
| Monet, Claude Oscar; Waterlilies, Wallraf-Richartz-Museum & Fondation Corboud (Dep. 0377, Cologne)                                               | Nymphéas | vers 1915              | 180 × 205 cm                 | Wallraf-Richartz-Museum & Fondation Corboud (Cologne) | Allemagne           | W 1815             |
| "Nymphéas" (1914-1917) de Claude Monet - Musée Marmottan Monet (W 1816)                                                                          | Nymphéas | 1914-1917              | 180 × 200 cm                 | Musée Marmottan Monet (Paris) | France              | W 1816             |
| | Nymphéas, bouquet d'herbes                                                                                  | 1914-1917              | 200 × 213 cm                 | Musée d'Art de Chichū (Naoshima) | Japon               | W 1817             |
| | |                        |                              | |                     |                    |
| "Water-lilies and Agapanthus" (1914-1917) by Claude Monet - Musée Marmottan Monet (W 1821)                                                       | Nymphéas et agapanthes (W 1821)                                                                             | 1914-1917              | 140 × 120 cm                 | Musée Marmottan Monet (Paris) | France              | W 1821             |
| | |                        |                              | |                     |                    |
| | Iris et nymphéas                                                                                            | 1914-1917              | 130 × 200 cm                 | Collection privée |                     | W 1823             |
| | |                        |                              | |                     |                    |
| Période 1916-1919 : | |                        |                              | |                     |                    |
| "Saule pleureur et bassin aux nymphéas" (1916-1919) de Claude Monet - Musée Marmottan Monet (W 1848)                                             | Saule pleureur et bassin aux nymphéas                                                                       | 1916-1919              | 200 × 180 cm                 | Musée Marmottan Monet (Paris) | France              | W 1848             |
| | Saule pleureur et bassin aux nymphéas                                                                       | 1916-1919              | 200 × 180 cm                 | Collection privée |                     | W 1849             |
| "Nymphéas" (1916-1919) de Claude Monet - Musée Marmottan Monet (W 1850)                                                                          | Nymphéas | 1916-1919              | 200 × 180 cm                 | Musée Marmottan Monet (Paris) | France              | W 1850             |
| "Nymphéas avec rameaux de saule" (1916-1919) Claude Monet – Lycée Claude Monet de Paris, en dépôt au musée des impressionnismes Giverny (W 1851) | Nymphéas avec rameaux de saule                                                                              | 1916-1919              | 104 × 180 cm                 | Collection Lycée Claude Monet de Paris, en dépôt au musée des impressionnismes Giverny                                                                                  | France              | W 1851             |
| MONET CLAUDE - Nymphéas (1916-1919) - Musée Marmottan Monet, Paris                                                                               | Nymphéas | 1916-1919              | 150 × 197 cm                 | Musée Marmottan Monet (Paris) | France              | W 1852             |
| | Nymphéas bleus                                                                                              | 1916-1919              | 200 × 200 cm                 | Musée d'Orsay (Paris) | France              | W 1853             |
| "Water-Lilies" (1916-1919) by Claude Monet - Beyeler Foundation, Basel (W1854)                                                                   | Nymphéas | 1916-1919              | huile sur toile 200 × 180 cm | Fondation Beyeler (Bâle) | Suisse              | W 1854             |
| "Nymphéas" (1916-1919) de Claude Monet - Musée Marmottan Monet (W 1855)                                                                          | Nymphéas | 1916-1919              | 200 × 180 cm                 | Musée Marmottan Monet (Paris) | France              | W 1855             |
| | Nymphéas | 1916-1919              | 130 × 200 cm                 | Collection privée |                     | W 1856             |
| "Water-Lilies, Reflections of Weeping Willows" (1916-19) by Claude Monet - Chichu Museum of Art (W 1857)                                         | Nymphéas, reflets de saule                                                                                  | 1916-1919              | 100 × 200 cm                 | Musée d'Art de Chichū (Naoshima) | Japon               | W 1857             |
| | Nymphéas, reflets de saule                                                                                  | 1916-1919              | huile sur toile 130 × 201 cm | Metropolitan Museum (New York) | États-Unis          | W 1858             |
| | Nymphéas, reflets de saule                                                                                  | 1916-1919              | 130 × 157 cm                 | Musée Marmottan Monet (Paris) | France              | W 1859             |
| "Water Lilies, Reflections of Weeping Willows" (c. 1908) by Claude Monet - loaned to The MET (W 1860)                                            | Nymphéas, reflets de saule                                                                                  | 1916-1919              | 130 × 200 cm                 | Collection privée, prêté au Metropolitan Museum (New York) | États-Unis          | W 1860             |
| | Nymphéas, reflets de saule                                                                                  | 1916-1919              | 130 × 200 cm                 | Kitakyushu Municipal Museum of Art (en) (Kitakyūshū) | Japon               | W 1861             |
| "Nymphéas, reflets de saule" (1916-1919) Claude Monet - Musée Marmottan Monet                                                                    | Nymphéas, reflets de saule                                                                                  | 1916-1919              | 200 × 100 cm                 | Musée Marmottan Monet (Paris) | France              | W 1862             |
| | Nymphéas | 1916-1919              | 130 × 200 cm                 | Collection privée |                     | W 1863             |
| CLAUDE MONET - Nymphéas (1916-1919) - Musée Marmottan-Monet                                                                                      | Nymphéas | 1916-1919              | 130 × 152 cm                 | Musée Marmottan Monet (Paris) | France              | W 1864             |
| | Nymphéas | 1916-1919              | 89 × 130 cm                  | Collection privée |                     | W 1865             |
| | Vue du bassin aux nymphéas avec saule                                                                       | 1916-1919              | 140 × 150 cm                 | Collection privée, vente Christie's New York, 1998 |                     | W 1866             |
| | Vue du bassin aux nymphéas avec saule                                                                       | 1916-1919              | 150 × 130 cm                 | Collection privée |                     | W 1867             |
| | |                        |                              | |                     |                    |
| "Les Nymphéas" (1918) de Claude Monet | Les Nymphéas                                                                                                | 1918                   | 65 × 54 cm                   | Collection privée, vente Sotheby's 2007 |                     | ?                  |
| | |                        |                              | |                     |                    |
| | Coin de l'étang à Giverny                                                                                   | 1917- 1919             | 118 × 83 cm                  | Musée de Grenoble | France              | W 1878             |
| "Coin du bassin aux nymphéas" (1918) de Claude Monet - Musée d'Art de d'Histoire de Genève (W 1879)                                              | Coin du bassin aux nymphéas                                                                                 | 1918                   | 120 × 89 cm                  | Musée d'Art et d'Histoire de Genève | Suisse              | W 1879             |
| | Coin du bassin aux nymphéas                                                                                 | 1918-1919              | 130 × 88 cm                  | Collection privée, vente Sotheby's 2021 |                     | W 1880             |
| "The Water-Lily Pond" (1918-1919) by Claude Monet (W 1881)                                                                                       | Coin du bassin aux nymphéas                                                                                 | 1918-1919              | 129 × 89 cm                  | Collection privée, vente Christie's 2019 |                     | W 1881             |
| "Bassin aux nymphéas" (1918-1919) de Claude Monet - Musée Marmottan Monet (W 1882)                                                               | Nymphéas | 1918-1919              | 73 × 105 cm                  | Musée Marmottan Monet (Paris) | France              | W 1882             |
| | Le Bassin aux Nymphéas                                                                                      | vers 1916              | 131 × 201 cm                 | Musée Folkwang (Essen) | Allemagne           | W 1883             |
| | Le Bassin aux Nymphéas                                                                                      | vers 1916              | 130 × 200 cm                 | Hasso Plattner Collection, Musée Barberini (Berlin) avant 2014 au Museé d'art MOA (Japon)                                                                               | Allemagne           | W 1884             |
| | Le Bassin aux Nymphéas                                                                                      | 1917-1919              | 130 × 200 cm                 | Collection privée |                     | W 1885             |
| | Les Nymphéas à Giverny dit aussi: Le Bassin aux nymphéas                                                    | 1917                   | 100 × 200 cm                 | Musée d'Arts de Nantes, | France              | W 1886             |
| "Le Bassin aux nymphéas" (1917-1919) de Claude Monet (W 1887)                                                                                    | Le Bassin aux Nymphéas                                                                                      | 1917-1919              | 100 × 200 cm                 | Collection privée, vente Christie's 2018 |                     | W 1887             |
| "Le Bassin aux nymphéas" (1917-19) Claude Monet W 1881 (état primitif)                                                                           | Le Bassin aux Nymphéas (état primitif) découpé en 2 morceaux                                                | 1917-1919              | 130 × 200 cm                 | sans objet |                     | W 1888             |
| MONET CLAUDE - Le Bassin aux Nymphéas (1917-1919) - Musée Marmottan Monet                                                                        | Le Bassin aux Nymphéas partie gauche de W 1888                                                              | 1917-1919              | 130 × 120 cm                 | Musée Marmottan Monet (Paris) | France              | W 1888/1           |
| | Le Bassin aux Nymphéas partie droite de W 1888                                                              | 1917-1919              | 130 × 80 cm                  | inconnu |                     | W 1888/2           |
| | Le Bassin aux nymphéas                                                                                      | 1917-1919              | 130 × 200 cm                 | Art Institute of Chicago | États-Unis          | W 1889             |
| "Le Bassin aux nymphéas" (1919) de Claude Monet (W 1890)                                                                                         | Le Bassin aux nymphéas                                                                                      | 1919                   | 100 × 200 cm                 | Collection privée, vente Christie's 2008 |                     | W 1890             |
| | Le Bassin aux nymphéas                                                                                      | 1919                   | 100 × 200 cm                 | Metropolitan Museum of Art (New York) | États-Unis          | W 1891             |
| "Le Bassin aux nymphéas" (1917-1919) de Claude Monet (W 1892)                                                                                    | Le Bassin aux nymphéas                                                                                      | 1917-1919              | 100 × 200 cm                 | Collection privée, vente Sotheby's 2010 |                     | W 1892             |
| "Le Bassin aux nymphéas" (1919) de Claude Monet (W 1893 - état primitif)                                                                         | Le Bassin aux nymphéas découpé en 2 parties                                                                 | 1919                   | 100 × 200 cm                 | sans objet |                     | W 1893             |
| | Le Bassin aux nymphéas partie gauche de W 1893                                                              | 1919                   | 100 × 92 cm                  | Collection privée |                     | W 1893/1           |
| "Le Bassin aux nymphéas" (1919) de Claude Monet (W 1893/2)                                                                                       | Le Bassin aux nymphéas partie droite de W 1893                                                              | 1919                   | 100 × 103 cm                 | Collection privée, vente Christie's 2016 |                     | W 1893/2           |
| | Le Bassin aux nymphéas                                                                                      | 1919                   | 100 × 200 cm                 | Collection privée, vente Christie's 1992 , anc.coll. Paul Allen |                     | W 1894             |
| | Le Bassin aux nymphéas                                                                                      | 1917-1919              | 100 × 200 cm                 | Honolulu Museum of Art | États-Unis          | W 1895             |
| "The Water Lily Pond" (1917-1919) by Claude Monet - Chichu Art Museum (W1896)                                                                    | Le Bassin aux nymphéas                                                                                      | 1917-1919              | 100 × 200 cm                 | Musée d'Art de Chichū (Naoshima) | Japon               | W 1896             |
| "Le bassin aux nymphéas" (1914-1917) de Claude Monet (W 1897)                                                                                    | Le Bassin aux nymphéas                                                                                      | 1917-1919              | 100 × 200 cm                 | Collection privée, vente Sotheby's 2004 & 2021 |                     | W 1897             |
| | Le Bassin aux nymphéas                                                                                      | 1917-1919              | 100 × 200 cm                 | Collection privée, vente Christie's 2023 |                     | W 1898             |
| | Le Bassin aux nymphéas                                                                                      | 1917-1919              | 100 × 200 cm                 | Albertina, Sammlung Batliner (Vienne) | Autriche            | W 1899             |
| "Le Bassin aux nymphéas" (1917-1919) de Claude Monet (W 1900)                                                                                    | Le Bassin aux nymphéas                                                                                      | 1917-1919              | 100 × 200 cm                 | Collection privée, vente Sotheby's 2001 |                     | W 1900             |
| "Le Bassin aux nymphéas" (1919-1919) de Claude Monet - W1901 (état primitif)                                                                     | Le Bassin aux nymphéas découpé en 2 morceaux                                                                | 1917-1919              | 100 × 200 cm                 | sans objet |                     | W 1901             |
| | Le Bassin aux nymphéas partie gauche de W 1901                                                              | 1917-1919              | 100 × 70 cm                  | inconnu |                     | W 1901/1           |
| "Le Bassin aux nymphéas" (1917-1919) de Claude Monet (W 1901-2, état découpé)                                                                    | Le Bassin aux nymphéas partie droite de W 1901                                                              | 1917-1919              | 97 × 130 cm                  | Collection privée, vente Sotheby's 2017 |                     | W 1901/2           |
| "Nymphéas" (1917-1919) de Claude Monet (W 1901a)                                                                                                 | Le Bassin aux nymphéas                                                                                      | 1917-1919              | 46 × 56 cm                   | Collection privée, vente Sotheby's 2015 |                     | W 1901a            |
| | Le Bassin aux nymphéas                                                                                      | 1917-1919              | 86 × 90 cm                   | Collection privée |                     | W 1901b            |
| "Nymphéas" (1917-1919) de Claude Monet - Musée Marmottan Monet                                                                                   | Nymphéas | 1917-1919              | 100 × 300 cm                 | Musée Marmottan Monet (Paris) | France              | W 1902             |
| | |                        |                              | |                     |                    |
| Série Les Ponts japonais : | |                        |                              | |                     |                    |
| "Le Pont japonais" (1918) de Claude Monet - Musée Marmottan Monet (W 1911)                                                                       | Le Pont japonais                                                                                            | 1918                   | 100 × 200 cm                 | Musée Marmottan Monet (Paris) | France              | W 1911             |
| | Le Pont japonais                                                                                            | 1918                   | 100 × 200 cm                 | Collection privée |                     | W 1912             |
| | Le Pont japonais                                                                                            | 1918-1924              | 100 × 200 cm                 | Musée Marmottan Monet (Paris) | France              | W 1913             |
| "Le Pont japonais" (1918-1919) de Claude Monet - Musée Marmottan Monet (W 1914)                                                                  | Le Pont japonais                                                                                            | 1918-1919              | 74 × 92 cm                   | Musée Marmottan Monet (Paris) | France              | W 1914             |
| "Le Pont japonais" (1918-1924) de Claude Monet (W 1915)                                                                                          | Le Pont japonais                                                                                            | 1918-1924              | 73 × 100 cm                  | Collection privée, vente Christie's 2016 |                     | W 1915             |
| | La Passerelle sur le bassin aux nymphéas                                                                    | 1919                   | 67 × 106 cm                  | Kunstmuseum (Bâle) | Suisse              | W 1916             |
| "Le Pont japonais" (1918-1924) de Claude Monet (W 1917)                                                                                          | Le Pont japonais                                                                                            | 1918-1924              | 73 × 107 cm                  | Collection privée, vente Christie's 2002 |                     | W 1917             |
| | Le Pont japonais                                                                                            | 1918-1924              | 89 × 92 cm                   | Collection privée |                     | W 1918             |
| | Le Pont japonais, sur le bassin aux nymphéas                                                                | 1920-1924              | 89 × 92 cm                   | Musée d'art de São Paulo | Brésil              | W 1919             |
| "Le pont japonais" (1918–1924) de Claude Monet - collection Hideaki Fukutake (W 1920)                                                            | Le Pont japonais                                                                                            | 1918-1924              | 100,5 × 111,5 cm             | collection Hideaki Fukutake, prêté depuis 2016 à la Auckland Art Gallery Toi o Tāmaki (Auckland)                                                                        | Nouvelle-Zélande    | W 1920             |
| | Le Pont japonais                                                                                            | 1918-1924              | 89 × 115,5 cm                | Fondation Beyeler (Bâle) | Suisse              | W 1921             |
| "Le Pont japonais" (1918-1924) de Claude Monet (W 1921a)                                                                                         | Le Pont japonais                                                                                            | 1919-1924              | 89 × 116 cm                  | anciennement au Musée Van Gogh (Amsterdam), Collection privée, Vente Sotheby's 2014                                                                                     |                     | W 1921a            |
| | Le Pont japonais                                                                                            | 1918-1924              | 89 × 116 cm                  | Collection privée, vente Sotheby's 2005 |                     | W 1922             |
| "Le Pont japonais" (1918-1924) de Claude Monet - Musée Marmottan Monet (W 1923)                                                                  | Le Pont japonais                                                                                            | 1918-1924              | 89 × 100 cm                  | Musée Marmottan Monet (Paris) | France              | W 1923             |
| "Le Pont japonais" (1918-1924) de Claude Monet - Musée Marmottan Monet (W 1924)                                                                  | Le Pont japonais                                                                                            | 1918-1924              | 89 × 100 cm                  | Musée Marmottan Monet (Paris) | France              | W 1924             |
| | Le Pont japonais, Giverny                                                                                   | 1920-1924              | 89 × 94 cm                   | Musée des beaux-arts de Houston | États-Unis          | W 1925             |
| "The Japanese Bridge" (1918-1924) by Claude Monet - Asahi Group Sanso Museum (W 1926)                                                            | Le Pont japonais                                                                                            | 1920-1924              | 89 × 93 cm                   | Asahi Group Oyamazaki Villa Museum of Art (Zenihara, Oyamazaki) | Japon               | W 1926             |
| "Le Pont japonais" (1918-1924) de Claude Monet - Musée Marmottan Monet (W 1927)                                                                  | Le Pont japonais                                                                                            | 1918-1924              | 89 × 100 cm                  | Musée Marmottan Monet (Paris) | France              | W 1927             |
| "Le Pont japonais" (1918-1924) de Claude Monet - Musée Marmottan Monet (W 1928)                                                                  | Le Pont japonais                                                                                            | 1918-1924              | 89 × 100 cm                  | Musée Marmottan Monet (Paris) | France              | W 1928             |
| | Le Pont japonais                                                                                            | 1918-1924              | 89 × 93 cm                   | Collection privée |                     | W 1929             |
| | Nymphéas et Pont japonais                                                                                   | 1920-1924              | 89 × 93 cm                   | Philadelphia Museum of Art | États-Unis          | W 1930             |
| | Le Pont japonais                                                                                            | 1923-1925              | huile sur toile 89 × 116 cm  | Minneapolis Institute of Art | États-Unis          | W 1931             |
| | Le Pont japonais                                                                                            | 1920-1922              | 89 × 116 cm                  | Museum of Modern Art (New York) | États-Unis          | W 1932             |
| | Le Pont japonais                                                                                            | 1918-1924              | 89 × 116 cm                  | Musée Marmottan Monet (Paris) | France              | W 1933             |
| | |                        |                              | |                     |                    |
| Grandes décorations | |                        |                              | |                     |                    |
| | Le Bassin aux nymphéas, le soir diptyche                                                                    | 1914-1922 ou 1920-1922 | 200 × (2x300) cm             | Fondation et Collection Emil G. Bührle, prêté au Kunsthaus de Zurich | Suisse              | W 1964-1965        |
| | Le Bassin aux nymphéas diptyche                                                                             | 1915-1926              | 200 × (2x300) cm             | Musée d'Art de Chichū (Naoshima) | Japon               | W 1966-1967        |
| | Le Bassin aux nymphéas triptyche                                                                            | 1917-1920              | 200 × (3x300) cm             | Fondation Beyeler (Bâle) | Suisse              | W 1968-1969-1970   |
| | Le Bassin aux nympheas, reflets du saule (état primitif, partiellement brûlé pendant la 2e Guerre Mondiale) | 1916                   | 200 × 425 cm                 | Collection Kōjirō Matsukata (acquis en 1921) | Japon               | W 1971             |
| | Le Bassin aux nympheas, reflets du saule (état conservé, partie supérieure détruite)                        | 1916                   | 199,3 × 424,4 cm             | Musée national d'Art occidental de Tokyo, Collection Kōjirō Matsukata                                                                                                   | Japon               | W 1971             |
| | Le Bassin aux Nymphéas, reflets de nuages panneau gauche de W 1972-1973-1974                                | 1920-1926              | 200 × 425 cm                 | Museum of Modern Art (New York) | États-Unis          | W 1972             |
| | Le Bassin aux Nymphéas, reflets de nuages triptyche                                                         | 1920-1926              | 200 × 1 276 cm               | Museum of Modern Art (New York) | États-Unis          | W 1972-1973-1974   |
| | Nymphéas partie gauche du triptyche L’Agapanthe (état actuel) W 1975 à 1977                                 | 1915-1926              | 200 × 425 cm                 | Musée d'Art de Cleveland | États-Unis          | W 1975             |
| | Nymphéas partie centrale du triptyche L’Agapanthe (état actuel) W 1975 à 1977                               | 1915-1926              | 200 × 425 cm                 | Musée d'Art de Saint-Louis | États-Unis          | W 1976             |
| | Nymphéas partie droite du triptyche L’Agapanthe (état actuel) W 1975 à 1977                                 | 1915-1926              | 200 × 425 cm                 | Musée d'art Nelson-Atkins (Kansas City) | États-Unis          | W 1977             |
| | Nymphéas | 1916 (après)           | 200 × 427 cm                 | National Gallery (Londres) | Royaume-Uni         | W 1978             |
| | Le Bassin aux nymphéas, reflets verts                                                                       | 1920-1926              | 200 × 425 cm                 | Kunsthaus de Zurich, | Suisse              | W 1979             |
| Water-Lily Pond with Irises (1914-1922) by Claude Monet                                                                                          | Le Bassin aux nymphéas avec iris                                                                            | 1914-1922              | 200 × 600 cm                 | Fondation et Collection Emil G. Bührle, prêté au Kunsthaus de Zurich | Suisse              | W 1980             |
| | Le Bassin aux nymphéas                                                                                      | 1914-1926              | 200 × 600 cm                 | Museum of Modern Art (New York) | États-Unis          | W 1981             |
| | Le Bassin aux nymphéas                                                                                      | 1914-1926              | 200 × 602 cm                 | Museum of Modern Art (New York) détruit dans l’incendie du musee le 15 avril 1958.                                                                                      | États-Unis          | W 1982             |
| | Le Bassin aux nymphéas                                                                                      | 1920-1926              | 200 × 600 cm                 | Carnegie Museum of Art (Pittsburgh) | États-Unis          | W 1983             |
| | |                        |                              | |                     |                    |
| Grandes décorations Musée de l'Orangerie | 1re Salle : Le Bassin aux nymphéas sans saules                                                              |                        |                              | 10 panneaux : |                     |                    |
| | Nymphéas, soleil couchant                                                                                   | 1914-1926              | 200 × 600 cm                 | Musée de l'Orangerie (Paris) | France              | Salle I 1          |
| | Nymphéas, les nuages triptyche                                                                              | 1914-1926              | 200 × 1 275 cm               | Musée de l'Orangerie (Paris) | France              | Salle I 2a,b,c     |
| | Nymphéas, reflets verts diptyche                                                                            | 1914-1926              | 200 × 850 cm                 | Musée de l'Orangerie (Paris) | France              | Salle I 3a,b       |
| | Nymphéas, matin quadriptyche                                                                                | 1914-1926              | 200 × 850 cm                 | Musée de l'Orangerie (Paris) | France              | Salle I 4a,b,c,d   |
| Grandes décorations Musée de l'Orangerie | 2e Salle : Le Bassin aux nymphéas avec saules                                                               |                        |                              | 12 panneaux : |                     |                    |
| | Nymphéas, reflets d'arbres diptyche                                                                         | 1914-1926              | 200 × 850 cm                 | Musée de l'Orangerie (Paris) | France              | Salle II 1a,b      |
| | Nymphéas, le matin aux saules triptyche                                                                     | 1914-1926              | 200 × 1 257 cm               | Musée de l'Orangerie (Paris) | France              | Salle II 2a,b,c    |
| | Nymphéas, les deux saules quadriptyche                                                                      | 1914-1926              | 200 × 1 700 cm               | Musée de l'Orangerie (Paris) | France              | Salle II 3a,b,c,d  |
| | Nymphéas, le matin clair aux saules triptyche                                                               | 1914-1926              | 200 × 1 257 cm               | Musée de l'Orangerie (Paris) | France              | Salle II 4a,b,c    |
| | |                        |                              | |                     |                    |
| Fragments | |                        |                              | |                     |                    |
| "Nymphéas (fragment)" (c. 1912) de Claude Monet                                                                                                  | Nymphéas (Fragment)                                                                                         | c. 1912                | 60,8 × 25,3 cm               | Collection privée, vente Christie's's 2021 |                     | Vol. V, p.180      |
| "Nymphéas (Fragment)" - date inconnue - CLAUDE MONET                                                                                             | Nymphéas (Fragment)                                                                                         | c. 1890-1926           | 103 × 58 cm                  | Collection privée, vente Sotheby's 2019 |                     | Vol. V, p.180      |
| "Nymphéas (Fragment)" (1890-1926) de CLAUDE MONET                                                                                                | Nymphéas (Fragment)                                                                                         | c. 1890-1926           | 73 × 54,5 cm                 | Collection privée, vente Christie's 2014 |                     | Vol. V, p.180      |
| "Water Lilies (Fragment)" - unknown date - CLAUDE MONET                                                                                          | Nymphéas (Fragment)                                                                                         | c. 1890-1926           | 59 × 39 cm                   | Collection privée, vente Christie's 2017 |                     | Vol. V, p.181      |
| "Water Lilies (Fragment)" - unknown date - CLAUDE MONET                                                                                          | Nymphéas (Fragment)                                                                                         | c. 1890-1926           | 22,1 × 58,0 cm               | Collection privée, vente Christie's 2014 |                     | Vol. V, p.181      |
| "Nymphéas (Fragment)" (date inconnue) de Claude Monet                                                                                            | Nymphéas (Fragment)                                                                                         | c. 1890-1926           | 21,8 × 17,8 cm               | Collection privée, vente Christie's 2018 |                     | sans objet         |
| "Nymphéas (Fragment)" (date inconnue) de Claude Monet                                                                                            | Nymphéas (Fragment)                                                                                         | c. 1890-1926           | 23,3 × 23,2 cm               | Collection privée, vente Christie's 2019 |                     | sans objet         |
| "Waterlilies (Fragment)", unknown date, CLAUDE MONET                                                                                             | Nymphéas (Fragment)                                                                                         | c. 1890-1926           | 26 × 102 cm                  | Collection privée, vente Sotheby's 2011 |                     | sans objet         |
| | |                        |                              | |                     |                    |
| Inclusion prochaine édition du catalogue raisonné révisé :                                                                                       | |                        |                              | |                     |                    |
| "Le Bassin aux nymphéas" (1917-1919) Claude Monet (Wildenstein, révision cat. raisonné)                                                          | Le Bassin aux nymphéas                                                                                      | 1917-1919              | 100 × 200 cm                 | Collection privée, vente Sotheby's 2021 |                     | en attente         |